# 602 v.Chr.
Het jaar 602 v.Chr. is een jaartal volgens de christelijke jaartelling.

## Gebeurtenissen

### Egypte
- Koning Nebukadnezar II van Babylon valt het schiereiland Sinaï binnen.

### Griekenland
- Aeropus I van Macedonië (602 - 576 v.Chr.) wordt koning van Macedonië.

## Overleden
- Philippos I, koning van Macedonië